# 망 중립성
망 중립성(網 中立性, 영어: Net neutrality)은 모든 네트워크 사업자와 정부들은 인터넷에 존재하는 모든 데이터를 동등하게 취급하고, 사용자, 내용, 플랫폼, 장비, 전송 방식에 따른 어떠한 차별도 하지 않아야 한다는 뜻이다. 이 용어는 2003년에 컬럼비아 대학교의 미디어 법 교수인 팀 우(Tim Wu)가 만들었다. 비차별, 상호접속, 접근성 등 3가지 원칙이 동일하게 적용되어야 하는 것이 조건이다.
망 중립성을 지지하는 사람들은 ISP가 법원 명령 없이 인터넷 콘텐츠를 필터링하는 것을 방지하고 언론의 자유와 민주적 참여를 촉진하며 경쟁과 혁신을 촉진하고 모호한 서비스를 방지하며 엔드투엔드 원칙을 유지하고 사용자가 로딩이 느린 웹사이트로 인해 용납하지 못할 것이라고 주장한다. 망 중립성을 반대하는 사람들은 이것이 투자를 줄이고, 경쟁을 억제하고, 세금을 인상하고, 불필요한 규제를 부과하고, 가난한 사람들이 인터넷에 접근하는 것을 막고, 인터넷 트래픽이 가장 필요한 사용자에게 할당되는 것을 막고, 대형 ISP가 이미 성능 이점을 갖고 있다고 주장한다. 소규모 제공업체에 비해 경쟁 문제가 거의 없이 ISP 간에 이미 상당한 경쟁이 벌어지고 있다는 점이다.

## 어원
2003년에 콜롬비아 대학교 미디어 법 교수인 팀 우가 '공공 이용자'라는 개념을 확장한 용어로 이 용어를 처음 사용하였다. 이 용어는 전화 시스템의 역할을 묘사하는 오래된 개념인 '공공 운송업자'의 연장선으로 사용되었다.

## 규제 및 고려사항
넷 중립성 규제는 '비공공 이용자' 규제로 비유할 수 있다. 넷 중립성은 인터넷 서비스 제공업체(ISP)가 고객 서비스에 영향을 미칠 수 있는 능력을 전면적으로 차단하지 않는다. 최종 사용자는 선택 동의(opt-in) 및 비선택 동의(opt-out) 서비스를 이용할 수 있으며, 아동을 위한 민감 자료 필터링과 같은 지역적 필터링이 가능하다.
관련 연구 자료는 정책 도구의 조합이 넷 중립성 논쟁의 핵심인 정치적 및 경제적 목표 범위를 실현하는 데 도움이 될 수 있음을 시사하며, 이는 일부 정부가 전기, 가스, 물 공급과 유사하게 광대역 인터넷 서비스를 공공재로 규제하도록 만들었다.
넷 중립성 옹호자들(컴퓨터 과학 전문가, 소비자 단체, 인권 단체, 인터넷 콘텐츠 제공자 등)은 넷 중립성이 정보 교환의 자유를 보장하고, 인터넷 서비스의 경쟁과 혁신을 촉진하며, 인터넷 데이터 전송의 표준화를 유지하는 데 도움이 된다고 주장한다. 넷 중립성 반대자들(ISP, 컴퓨터 하드웨어 제조업체, 경제학자, 기술 전문가, 통신 장비 제조업체 등)은 넷 중립성 요구가 인터넷 확장에 대한 동기를 감소시키고 시장에서의 경쟁을 줄일 수 있으며, 운영 비용을 인상시킬 수 있어 이를 사용자에게 전가할 가능성이 있다고 주장한다.

## 지역적 고려사항
넷 중립성은 국가적 또는 지역적 기준으로 관리되지만, 세계의 관심 대부분은 미국 내 넷 중립성에 집중되어 있다. 미국의 넷 중립성 문제는 1990년대 초반부터 토론의 중심이었으며, 온라인 서비스 제공에서 세계를 선도하는 나라 중 하나였다. 그러나 그들도 세계 다른 곳과 마찬가지로 같은 문제에 직면하고 있다.
2019년에 광대역 인터넷 사용자에게 온라인 콘텐츠에 대한 동등한 접근을 보장하는 인터넷 보호법(Save the Internet Act)이 미국 하원에서 통과되었지만  미국 상원에서는 통과되지 않았다. ISP에 대한 더 많은 규정을 만들어 적절한 솔루션을 찾는 것이 진행 중인 주요 작업이었다. 미국에서는 트럼프 행정부 시절인 2017년 망중립성 규정이 폐지됐고 이후 항소심에서도 이 판결이 유지됐다.

## 정의와 관련 이론

### 오픈 인터넷
오픈 인터넷(Open Internet)의 의미는 인터넷의 모든 리소스들과 운영 수단이 모든 개인과 집단에 접근이 가능하다는 것이다. 즉, 망 중립성, 개방형 표준, 투명성, 낮은 수준의 인터넷 검열, 낮은 진입 장벽 등이 수반되어야한다. 오픈 인터넷은 기술 파워의 분산과 오픈 소스 소프트웨어와 밀접하게 연관되어 있으며, 사용자가 소프트웨어를 개선하거나 소프트웨어 버그를 수정할 수 있도록 한다. 망 중립성 지지자들은 중립성을 오픈 인터넷의 중요한 구성 요소로 간주한다. 또한 오픈 인터넷은 데이터의 평등한 처리 및 개방형 웹 표준과 같은 정책을 통해 인터넷을 사용하는 사람들이 제3자의 간섭 없이 쉽게 통신하고 비즈니스 및 활동을 수행할 수 있다.
이와 대조적으로 폐쇄형 인터넷은 기존 개인, 기업 또는 정부가 특정 용도를 목적으로 인터넷 이용에 제한을 두거나, 필요한 웹 표준에 대한 액세스를 제한하거나, 일부 서비스를 인위적으로 저하시키거나, 인터넷 검열을 하는 인터넷 체제를 의미한다. 태국과 같은 일부 국가에서는 특정 웹사이트나 유형의 사이트를 차단하고 인터넷 경찰, 전문적인 유형의 법 집행 기관 또는 비밀 경찰을 통해 인터넷 사용을 모니터링 및 검열한다. 러시아, 중국, 북한 등 다른 국가도 자국 내 다양한 인터넷 매체를 통제하기 위해 태국과 유사한 검열 제도를 도입하였다. 이들 국가는 또한 미국이나 캐나다와 비교했을 때 더욱 제한적인 서비스만을 제공하는 인터넷 서비스 제공 업체들이 있기도 하다. 이러한 시스템은 모두 다양한 인터넷 서비스에 대한 접근을 방해하는 역할을 하며, 이는 개방형 인터넷 시스템이라는 개념과 극명한 대조를 이룬다.

### 덤 파이프
덤 파이프(Dumb Pipe)이라는 용어는 1990년대 초반에 만들어졌으며, 원래는 도시의 상수도 공급 시스템에서 사용되는 수도관을 가리킨다. 이 개념은 이러한 파이프들이 각 가정에 대해 지능적이거나 구별하지 않고 단순히 원본에서 물을 균일하게 전달한다는 것이다. 비슷하게, 통신과 네트워킹 분야에서 댐 네트워크는 트래픽 패턴의 제어나 관리가 거의 없는 네트워크를 의미한다. 이 네트워크는 사용자와 단말 사이에서 데이터나 정보를 효율적으로 전송하는 도구로 작동하며, 중요한 지능이나 처리 기능을 추가하지 않는다. 덤 네트워크에서는 엔드포인트가 정보가 있는 곳으로 간주되므로 지지자들은 네트워크의 통신 및 데이터 전송의 관리 및 운영을 정부 기관이나 인터넷 회사가 아닌 최종 사용자에게 맡겨야 한다고 주장한다. 2013년소프트웨어 회사인 MetroTech Net, Inc. (MTN)는 2010년대 유비쿼터스 무선 네트워크에 덤 파이프 개념을 적용한 덤 웨이브(Dumb Wave)이라는 용어를 만들었다.
첨단 기술 분야의 전문가들은 종종 덤 파이프 개념을 지능형 네트워크(스마트 파이프라고도 함)와 비교하고 어느 것이 인터넷 정책의 특정 부분에 가장 잘 적용되는지 토론한다. 이러한 대화에서는 일반적으로 이 두 개념을 각각 개방형 인터넷과 폐쇄형 인터넷의 개념과 유사한 것으로 언급한다. 따라서 덤 파이프 이론을 이해하여 인터넷의 네 가지 계층을 설명하는 것을 목표로 하는 특정 모델이 만들어졌다.
- 콘텐츠 레이어: 커뮤니케이션, 엔터테인먼트 비디오, 음악 등의 서비스가 포함된다.
- 애플리케이션 계층: 이메일, 웹 브라우저 등의 서비스가 포함한다.
- 논리 계층(코드 계층이라고도 함): TCP/IP[13] 및 HTTP와 같은 다양한 인터넷 프로토콜을 포함한다 .
- 물리적 계층: 케이블 또는 무선 연결과 같은 기타 모든 서비스를 제공하는 서비스로 구성된다.

### 엔드 투 엔드 원칙
네트워크 계획과 설계의 종단간 원칙은 제롬 H. Saltzer, David P. Reed, David D. Clark가 1981년에 발표한 논문 "시스템 설계에서의 종단간 주장"에서 처음으로 제시되었다. 이 원칙에 따르면 가능한 경우 통신 프로토콜 작업은 통신 시스템의 종단점에서 또는 가능한 한 리소스를 직접 제어하는 곳에서 정의되어야 한다. 종단간 원칙에 따르면, 프로토콜 기능은 시스템의 하위 계층에서 성능 최적화로 정당화될 때만 정당화된다. 따라서 신뢰성을 위해 전송 제어 프로토콜의 재전송은 여전히 정당화되지만, TCP 신뢰성을 개선하기 위한 노력은 최고 성능에 도달한 후에 중단되어야 한다.
그들은 신뢰할 수 있는 시스템이 올바르게 작동하려면 종단간 처리가 중간 시스템에서의 처리와 별도로 필요하다고 주장했다. 또한 통신 시스템의 최하위 수준에서 대부분의 기능이 모든 상위 계층 클라이언트에 비용을 지불하게 되며, 클라이언트가 종단간 방식으로 기능을 다시 구현해야 한다면 중복될 수 있다고 지적했다. 이는 스마트 단말기를 갖춘 최소한의 "댐 네트워크" 모델을 기존의 스마트 네트워크와 "멍청한 단말기"의 패러다임과 완전히 다른 모델로 이어졌다.
종단간 원칙은 인터넷의 중심적인 설계 원칙 중 하나이며, 데이터 차별화를 구현하는 실질적인 방법이 종단간 원칙을 위반하는 경우가 많아서 종종 넷 중립성에 대한 토론에 관련되게 된다. 이 원칙은 종단간 원칙의 직접적인 선행 개념으로도 간주되며 밀접하게 관련되어 있다.

### 트래픽 셰이핑
트래픽 셰이핑은 컴퓨터 네트워크 트래픽을 제어하여 성능을 최적화하거나 보장하기 위한 것이다. 이는 인터넷 응답 시간을 줄이거나 사용 가능 대역폭을 늘리기 위해 특정 기준을 충족하는 패킷을 지연시킴으로써 달성된다. 실제로는 주로 스트리밍 비디오나 P2P 파일 공유와 같은 특정 데이터 유형을 제어하는 것으로 구현된다. 구체적으로는 트래픽 셰이핑은 패킷 그룹(일반적으로 스트림이나 플로우라 불리는)에 대해 추가적인 지연을 부여하여 이들이 미리 정해진 제약 조건(계약이나 트래픽 프로파일)을 충족하도록 한다.  트래픽 셰이핑은 네트워크로 보내는 트래픽 양을 특정 기간 동안 제어하는 수단을 제공하며(대역폭 제한), 또는 트래픽을 보내는 최대 속도(속도 제한) 또는 일반적인 셀륨 속도 알고리즘과 같은 더 복잡한 기준을 사용할 수도 있다.

### 과잉 프로비저닝
네트워크의 코어에 가장자리에 들어갈 수 있는 것보다 더 많은 대역폭이 있는 경우 정책이나 제한 없이 우수한 QoS(서비스 품질)를 얻을 수 있다. 예를 들어, 전화 네트워크는 요청된 연결에 대한 회선 생성을 거부함으로써 네트워크 코어에 대한 사용자 요구를 제한하기 위해 승인 제어를 사용한다. 예를 들어, 자연 재해가 발생 하는 동안 전화 회사는 긴급 통화에 우선순위를 두기 때문에 대부분의 사용자가 전화를 걸면 회선 통화 중 신호를 받게 된다. 오버프로비저닝은 최대 사용자 수요 를 자유롭게 추정하는 통계적 다중화 의 한 형태이다. 오버 프로비저닝은 WebEx , 미국 대학 네트워크 인 Internet 2 Abilene Network 등의 사설 네트워크에서 사용된다. David Isenberg는 지속적인 오버프로비저닝이 항상 QoS 및 심층 패킷 검사 기술보다 더 적은 비용으로 더 많은 용량을 제공할 것이라고 믿는다.

### 장치 중립성
장치 중립성은 네트워크에 연결된 장치 사용자에게 선택의 자유와 통신의 자유를 보장하기 위해 네트워크 운영자가 그들의 선택과 활동을 방해하지 않는 것만으로는 충분하지 않다는 원칙이다. 사용자는 원하는 애플리케이션을 자유롭게 사용할 수 있어야 하며, 원하지 않는 애플리케이션은 제거해야 한다.
이는 네트워크 중립성에 대한 다음과 같은 비유로 정의할 수 있다.
네트워크 중립성: 중립성 원칙은 사전에 문서화되어 있으며 시정을 위한 사법 경로가 제공된다. 연결 공급자는 트래픽 관리를 구현할 수 있지만 규칙은 모든 사람에게 동일해야 한다. 독점금지 대안은 시간이 더 걸리고 전례가 거의 없다.
장치 중립성: 마찬가지로 중립성 원칙은 사전에 문서화되어 있으며 사법적 구제책을 이용할 수 있다. 장치 공급업체는 애플리케이션 관리를 위한 정책을 수립할 수 있지만 이 정책 역시 중립적으로 적용되어야 한다.
Hon은 2015년 이탈리아에서 네트워크 및 장치 중립성을 시행하기 위한 법안을 발의했으나 실패했다. 스테파노 퀸타렐리 .  이 법은 유럽위원회  에서 BEUC, 유럽소비자기구 , 전자프론티어재단 , 헤르메스 투명성 및 디지털 인권 센터의 공식적인 지지를 얻었다. 한국에서도 비슷한 법이 제정됐다. 중국에서도 비슷한 원칙  제안되었다.  프랑스 통신 규제 기관인 ARCEP는 유럽에서 장치 중립성 도입을 요구했다.
이 원칙은 EU의 디지털 시장법 (6.3항 및 6.4항  ) 에 통합되었다.

### 송장 및 관세
ISP는 기본 가입 요금(월별 번들)과 종량제 요금(MB 측정으로 지불) 사이에서 균형을 선택할 수 있다. ISP는 고객들에게 동등한 공유를 제공하고 공정한 사용을 보장하기 위해 데이터 사용량에 대한 월간 상한선을 설정한다. 이는 일반적으로 침입으로 간주되지 않지만 오히려 ISP 간의 상업적 포지셔닝을 허용한다.

### 대체 네트워크
공용 Wi-Fi 와 같은 일부 네트워크는 기존 고정 또는 모바일 네트워크 제공업체 로부터 트래픽을 빼앗을 수 있다. 이로 인해 엔드투엔드 동작(성능, 관세)이 크게 변경될 수 있다.

## 문제점

### 프로토콜에 따른 차별
프로토콜에 의한 차별은 컴퓨터가 통신하는 데 사용하는 통신 프로토콜 의 측면을 기반으로 정보를 선호하거나 차단하는 것이다.  미국에서는 케이블 제공업체인 Comcast가 고속 인터넷 서비스 사용자가 인기 있는 파일 공유 소프트웨어인 BitTorrent를 사용하는 것을 불법적으로 금지했다고 주장하면서 연방 통신 위원회 에 불만 사항이 접수되었다.  Comcast는 2009년 12월 주당 최대 16달러의 합의 제안에서 어떠한 잘못도 인정하지 않았다. 그러나 미국 항소 법원은 2010년 4월 FCC가 Comcast를 제재하면서 권한을 초과했다고 판결했다. 2008년에는 일부 가입자가 P2P 파일 공유 서비스를 사용하여 대용량 파일을 다운로드하는 것을 의도적으로 방지했다. 그러나 FCC 대변인 젠 하워드는 "법원은 자유롭고 개방된 인터넷을 보존하는 것의 중요성에 전혀 동의하지 않았으며 이 중요한 목적을 달성하기 위한 다른 방법의 문을 닫지도 않았다"고 답했다.  Comcast에 유리한 판결에도 불구하고 2011년 10월 Measurement Lab 의 연구 에 따르면 Comcast가 BitTorrent 제한 관행을 사실상 중단한 것으로 나타났다.

### 인터넷 프로토콜(IP) 주소에 따른 차별
1990년대에는 중립적이지 않은 인터넷을 만드는 것이 기술적으로 불가능했다.  원래 유해한 악성 코드를 필터링하기 위해 개발된 인터넷 보안 회사 NetScreen Technologies는 2003년 소위 심층 패킷 검사 기능을 갖춘 네트워크 방화벽을 출시했다. 심층 패킷 검사는 다양한 종류의 데이터를 실시간으로 구별하는 데 도움이 되었으며  인터넷 검열 에 자주 사용된다. 제로 레이팅(Zero-Rating) 이라는 관행에 따라 회사는 특정 IP 주소와 관련된 데이터 사용에 대해 청구서를 작성하지 않으며 해당 서비스의 사용을 선호한다. 예로는 Facebook Zero ,  Wikipedia Zero 및 Google Free Zone이 있다. 이러한 제로 등급 관행은 개발도상국 에서 특히 일반적이다.
때때로 인터넷 서비스 제공업체(ISP)는 ISP 네트워크에서 발생하는 트래픽에 대해 일부 회사에 비용을 청구하지만 다른 회사에는 비용을 청구하지 않는다. 프랑스 통신사인 Orange는 YouTube 및 기타 Google 사이트의 트래픽이 Orange 네트워크 전체 트래픽의 약 50%를 차지한다고 불평하면서 Google과 거래를 하여 Orange 네트워크에서 발생한 트래픽에 대해 Google에 비용을 청구했다.  또한 일부는 Orange의 라이벌 ISP Free가 YouTube 트래픽을 제한했다고 생각했다. 그러나 프랑스 통신 규제 기관의 조사에 따르면 피크 시간대에는 네트워크가 단순히 혼잡한 것으로 나타났다.
제로 등급 방법 외에도 ISP는 후원 데이터 사용과 같은 가격 계획 비용을 줄이기 위해 특정 전략을 사용한다. 후원 데이터 요금제가 사용되는 시나리오에서는 제3자가 개입하여 자신(또는 이동통신사 또는 소비자)이 원하지 않는 모든 콘텐츠에 대한 비용을 지불하게 된다. 이는 일반적으로 ISP가 가입자의 본인 부담 비용을 제거하는 방법으로 사용된다.
차별에 대한 비판 중 하나는 이러한 목적을 위해 ISP가 설정한 시스템이 통신의 전체 패킷 내용을 차별할 뿐만 아니라 면밀히 조사할 수 있다는 것이다. 예를 들어 심층 패킷 검사 기술은 작업의 하위 계층에 지능을 설치하여 패킷의 소스, 유형 및 대상을 검색하고 식별하며, 물리적 인프라에서 이동하는 패킷에 대한 정보를 공개하여 해당 패킷이 전송하는 전송 품질을 결정할 수 있다. 받다.  이는 정보 기관 , 저작권이 있는 콘텐츠 소유자 및 민사 소송 당사자 와 공유할 수 있는 감시 아키텍처로 간주되며 , 그 과정에서 사용자의 비밀이 노출된다.

### 개인 네트워크 선호
망 중립성을 옹호하는 사람들은 새로운 규제가 없다면 인터넷 서비스 제공업체가 다른 프로토콜보다 자신의 개인 프로토콜을 통해 이익을 얻고 이를 선호할 수 있을 것이라고 주장한다. 망 중립성에 대한 주장은 ISP가 누구에게 더 큰 대역폭을 제공할지 선택할 수 있다는 것이다. 한 웹사이트나 회사가 더 많은 비용을 감당할 수 있다면 함께 갈 것이다. 이는 특히 유망한 민간 기업을 억압한다.
ISP는 개인 네트워크를 사용하여 대역폭 한도에 따라 계산되는 데이터를 구별함으로써 특정 서비스의 사용을 장려할 수 있다. 예를 들어 Comcast는 사용자가 대역폭 제한에 영향을 주지 않고 Xbox 360 의 Xfinity 앱을 통해 TV를 스트리밍할 수 있도록 Microsoft와 계약을 체결했다. 그러나 Netflix , HBO Go , Hulu 등 다른 TV 스트리밍 앱을 활용하면 한도에 포함된다. Comcast는 "자체 개인 인터넷 프로토콜 네트워크에서 Xbox용 Xfinity 서비스를 실행"하기 때문에 이것이 망 중립성 원칙을 침해했다는 사실을 부인했다.
2009년 AT&T가 iPhone 3G를 자사의 3G 네트워크 서비스와 번들로 제공할 때 회사는 자사 네트워크에서 실행할 수 있는 iPhone 응용 프로그램에 제한을 두었다.  망 중립성 지지자들에 따르면, 콘텐츠 제작자 ISP가 선호할 수 있는 이러한 자본화는 궁극적으로 일부 ISP가 다른 ISP가 제공하는 네트워크에 반드시 존재하지 않는 특정 콘텐츠를 갖게 되는 단편화로 이어질 것이다.
망 중립성 지지자들이 생각하는 단편화의 위험은 여러 인터넷이 있을 수 있다는 개념이다. 일부 ISP는 독점적인 인터넷 애플리케이션이나 서비스를 제공하거나 인터넷을 통해 더 쉽게 볼 수 있는 인터넷 콘텐츠에 대한 액세스를 얻는 것을 더 어렵게 만든다. 다른 인터넷 서비스 제공업체. 단편화된 서비스의 예로는 일부 케이블 제공업체가 특정 콘텐츠 제공업체의 독점 미디어를 제공하는 텔레비전이 있다.  그러나 이론적으로 ISP가 특정 콘텐츠 및 개인 네트워크를 선호하도록 허용하면 시간에 더 민감한 정보 패킷을 인식하고 대기 시간에 덜 민감한 패킷보다 우선 순위를 지정할 수 있으므로 인터넷 서비스가 전반적으로 향상된다. . 문제는 Robin S. Lee와 Tim Wu가 설명했듯이, 전 세계적으로 문자 그대로 너무 많은 ISP와 인터넷 콘텐츠 제공업체가 있어 우선순위를 표준화하는 방법에 대한 합의에 도달할 수 없다는 것이다.
제안된 솔루션은 모든 온라인 콘텐츠에 자유롭게 액세스하고 전송할 수 있도록 하는 동시에 콘텐츠 제공자를 차별하지 않고 선호하는 서비스에 대한 빠른 경로를 제공하는 것이다.

### 피어링 차별
피어링이 망 중립성 문제 인지에 대해서는 의견 차이가 있다.  2014년 1분기에 스트리밍 웹사이트 Netflix는 Netflix 고객에 대한 서비스 품질을 개선하기 위해 ISP Comcast와 계약을 체결했다.  이 합의는 2013년 동안 Comcast를 통해 연결 속도가 점점 느려지는 것에 대응하여 이루어졌으며, 평균 속도는 1년 전 값의 25% 이상 감소하여 사상 최저 수준으로 떨어졌다. 2014년 1월 계약이 성사된 이후 넷플릭스 속도 지수는 접속 속도가 66% 증가한 것을 기록했다. Netflix는 Verizon DSL 고객의 연결 속도가 연초에 1Mbit/s 미만으로 떨어진 후 2014년에 Verizon 과 유사한 계약에 동의했다. Netflix는 Netflix 클라이언트를 사용하여 연결 속도가 느린 모든 Verizon 고객에게 전달된 논란의 여지가 있는 성명을 통해 이 거래에 반대했다.  이로 인해 Verizon이 2014년 6월 5일에 정지 명령을 받아 Netflix가 이 메시지 표시를 중단하게 된 두 회사 간의 내부 논쟁이 촉발되었다.

### 빠르게 로딩되는 웹사이트 선호
망 중립성 주장에서는 로딩 속도가 느린 콘텐츠 제공업체에 대한 관용이 낮다는 연구 결과로 인해 규제가 필요하다는 점도 지적했다. Forrester Research가 실시한 2009년 연구 조사에 따르면 온라인 쇼핑객은 자신이 방문한 웹페이지에서 즉시 콘텐츠를 다운로드할 수 있을 것으로 기대했다.  페이지가 예상 속도로 로드되지 않으면 대부분은 단순히 클릭을 한다. 한 연구에 따르면 1초 지연이라도 "페이지 조회수 11% 감소, 고객 만족도 16% 감소, 전환율 7% 감소"로 이어질 수 있는 것으로 나타났다. 이러한 지연  신기술을 창조한 소규모 혁신가들에게 심각한 문제를 야기할 수 있다. 웹사이트가 기본적으로 느리면 일반 대중은 관심을 잃고 더 빠르게 실행되는 웹사이트를 선호하게 된다. 이는 대기업이 더 빠른 인터넷 속도에 자금을 조달할 수 있는 수단을 가지기 때문에 권력을 유지하는 데 도움이 된다. 반면에 소규모 경쟁업체는 재정적 능력이 부족하여 온라인 세계에서 성공하기가 더 어렵다.

## 국가별

### 미국
미국의 망 중립성은 1990년대부터 네트워크 사용자와 서비스 제공자 사이의 갈등 지점이었다. 망 중립성을 둘러싼 갈등의 대부분은 1934년 통신법 의 권한에 따라 연방통신위원회(FCC)가 인터넷 서비스를 분류하는 방식에서 발생한다. FCC는 인터넷 서비스가 Title II " 공통 통신 서비스"로 취급되는 경우 ISP를 규제할 수 있는 상당한 능력을 갖는다. 그렇지 않은 경우 인터넷 서비스가 Title I "정보 서비스"에 해당하는 경우 ISP는 FCC에 의해 대부분 제한되지 않는다. 2009년에 미국 의회는 미국의 특정 지역으로 광대역 서비스를 확장하기 위해 28억 8천만 달러의 부양책을 제공하는 2009년 미국 경제 회복 및 재투자법을 통과시켰다. 이는 서비스가 부족한 지역에서 인터넷에 더 쉽게 접근할 수 있도록 하기 위한 것이며, 망 중립성 및 개방형 액세스 측면이 보조금에 기록되었다. 그러나 이 법안은 망 중립성에 대한 중요한 선례를 만들지 않았으며 망 중립성과 관련된 향후 입법에 영향을 미치지도 않았다.  2017년까지 FCC는 일반적으로 타이틀 II 일반 통신 사업자에 따라 ISP를 처리하면서 망 중립성에 우호적이었다. 2017년 도널드 트럼프 대통령 취임 과 망 중립성에 반대하는 아지트 파이(Ajit Pai) 가 FCC 의장으로 임명되면서 FCC는 이전의 많은 망 중립성 판결을 뒤집고 인터넷 서비스를 타이틀 I 정보 서비스로 재분류했다. .  FCC의 결정은 망 중립성을 지지하는 두 주와 이에 이의를 제기하는 ISP의 여러 가지 지속적인 법적 문제의 문제였다. 미국 의회는 망 중립성을 지지하는 법안을 통과시키려고 시도했지만 충분한 지지를 얻지 못했다. 2018년 공화당 의원 리사 머코스키(Lisa Murkowski) , 존 케네디(John Kennedy ), 수잔 콜린스(Susan Collins) 가 민주당 의원 49명 모두와 합류하는 법안이 미국 상원을 통과했지만 하원 다수는 법안 청문회를 거부했다.  개별 주에서는 FCC의 결정을 무시하고 망 중립성을 해당 주 내에서 요구 사항으로 만드는 법안을 통과시키려고 노력해 왔다. 캘리포니아는 미국 법무부가 법적 근거로 이의를 제기한 자체 망 중립성 법안을 성공적으로 통과시켰다.  2021년 2월 8일, 미국 법무부는 캘리포니아의 데이터 보호법에 대한 이의를 철회했다. 연방통신위원회 제시카 로젠워셀 의장 대행은 개방형 인터넷과 망 중립성 복원에 대한 지지를 표명했다.
2023년 10월 19일, FCC는 망 중립성 규칙 및 인터넷 서비스 제공업체의 규제를 복원하기 위한 계획에 대한 의견을 구하는 제안된 규칙 제정 통지(NPRM)를 승인하기 위해 3-2로 투표했다.

### 캐나다
캐나다의 망 중립성은 해당 국가에서 논쟁의 여지가 있는 문제이지만, 부분적으로 연방 규제 구조와 논쟁이 일어나기 수십 년 전에 제정된 기존 지원 법률로 인해 미국 과 같은 다른 국가에서는 당파적 수준이 아니다. 캐나다 에서는 인터넷 서비스 제공업체 (ISP) 가 일반적  중립적인 방식으로 인터넷 서비스를 제공한다. 기타 주목할만한 사건으로는 Bell Canada 의 특정 프로토콜 제한과 Telus 의 파업 조합원을 지원하는 특정 웹 사이트 검열이 포함된다.  벨 캐나다의 경우, 캐나다의 차기 위대한 총리를 볼 수 있는 사람들의 접근성을 제한하여 트래픽을 제한하고 있다는 사실이 밝혀지면서 망 중립성에 대한 논쟁이 더욱 인기를 얻었고 , 이는 결국 캐나다 인터넷 협회로 이어졌다. 캐나다 전파통신위원회(CRTC)에 제3자 트래픽 제한을 방지하기 위한 조치를 취할 것을 요구하는 공급자(CAIP).  2009년 10월 22일 CRTC는 OpenMedia.ca 및 Open Internet Coalition과 같은 이익 단체가 제안한 지침 채택을 선호하는 인터넷 트래픽 관리에 대한 판결을 발표했다. 그러나 설정된 지침에 따르면 시민들은 인터넷 트래픽이 제한되고 있음을 증명하는 공식적인 불만 사항을 제출해야 하며, 그 결과 일부 ISP는 여전히 사용자의 인터넷 트래픽을 계속 제한하고 있다.

### 인도
2018년에 인도 정부는 망 중립성을 지원하는 새로운 규정을 만장일치로 승인했다. 이 규정은 거의 5억 명의 사람들에게 자유롭고 개방된 인터넷을 보장하는 "세계에서 가장 강력한" 망 중립성 규칙으로 간주되며  스타트업 문화 와 혁신에 도움이 될 것으로 기대된다. 규칙의 유일한 예외는 자율 주행 및 원격 의료 와 같은 새롭게 떠오르는 서비스로 , 우선 순위가 높은 인터넷 레인과 정상 속도보다 빠른 속도가 필요할 수 있다.

### 중국
중국 에서는 망 중립성이 시행되지 않으며, 중국의 ISP는 인터넷에서 국내에서 사용할 수 있는 콘텐츠를 규제하는 데 중요한 역할을 한다. 국내 인터넷 사용자가 특정 사이트나 서비스에 접근하는 것을 막거나, 해외 인터넷 사용자가 국내 웹 콘텐츠에 접근하는 것을 막는 국가 차원에서 콘텐츠를 필터링하고 차단하는 여러 ISP가 있다. 이 필터링 기술을 Great Firewall (GFW) 이라고 한다.
케임브리지 대학 출판부가 발표한 기사에서 그들은 중국의 망 중립성 정책 환경을 관찰했다. 중국 ISP는 인터넷 사용자에게 중립적인 인터넷 콘텐츠를 제공하기보다는 국가가 정보를 통제하고 제한하는 수단이 되었다.

### 필리핀
하루에 인터넷과 소셜 미디어에서 가장 많은 시간을 보내는 필리핀 에서는 통신사들이 망 중립성을 지키지 않는다.  통신업체는 소셜 미디어( Facebook , Instagram , Twitter, TikTok ), 비디오 (Facebook, Instagram, Twitter , TikTok )와 같은 브랜드 기업 플랫폼 서비스에 대해 제로 등급 데이터 할당을 무료 로 제공함으로써 필리핀을 발칸화된 상업 분할넷으로 만든 데이터 패키지 프로모션을 제공한다. YouTube , Netflix , HBO Go ), 게임( Mobile Legends , Clash of Clans , PUBG , Call of Duty ), 쇼핑( Lazada , Zalora , Shopee ) 및 통신( Zoom , Viber , WhatsApp ) - 가입자가 통신업체를 사용하도록 유도한다. ' 선호하는 제휴 서비스.
2010년대 중반, 필리핀 통신사는 "무제한" 요금제에 가정된 "공정 사용 정책"에 따라 통신사가 부과한 임의의 데이터 한도를 가입자가 초과하는 경우 무제한 데이터 요금제 가입자의 대역폭을 제한했다는 이유로 법무부 로부터 비난을 받았다. 계획.  Pornhub , Redtube 및 XTube 와 같은 특정 성인 사이트 도 필리핀 대법원 에서 요구하는 필수 법원 명령 없이도 필리핀 경찰이 국가 통신 위원회 에 요청한 경우 일부 필리핀 ISP에 의해 차단되었다.

## 같이 보기
- 미디어 소유 구조의 집중화
- 디지털 권리
- 지대 (경제)
- 검색 중립성
- 위키백과 제로